# Charles Willumsen
 Ikke at forveksle med Charles Willumsen (roer).
Charles Villiam Julius Willumsen (3. februar 1866 i København – 2. april 1951 smst) var en dansk skuespiller.
Han debuterede på scenen i 1884 i Slagelse, og optrådte derefter på en række provinsteatre. I 1913 filmdebuterede han hos Nordisk Film hvor han blev indtil slutningen af 1920 og indspillede omkring 70 stumfilm. Ofte medvirkede han i komiske film, men havde også forskellige mindre birolle i et væld af andre af Nordisk Films produktioner.
Charles Willumsen var gift med skuespillerinde Anna Madsen. Han døde den 2. april 1951 og ligger begravet på Bispebjerg Kirkegård.i København.

## Filmografi
| - Bristet Lykke (instruktør August Blom, 1913) - Atlantis (instruktør August Blom, 1913) - Under Blinkfyrets Straaler (instruktør Robert Dinesen, 1913) - Chatollets Hemmelighed (som Rentier Faber; instruktør Hjalmar Davidsen, 1913) - Kongens Foged (instruktør Sofus Wolder, 1913) - Giftslangen (instruktør Hjalmar Davidsen, 1913) - Staalkongens Villie (instruktør Holger-Madsen, 1913) - Privatdetektivens Offer (instruktør Sofus Wolder, 1913) - Livets Blændværk (instruktør Eduard Schnedler-Sørensen, 1913) - Skandalen paa Sørupgaard (instruktør Hjalmar Davidsen, 1913) - En farlig Forbryder (instruktør August Blom, 1913) - En farlig Forbryderske (instruktør Eduard Schnedler-Sørensen, 1913) - Amors Krogveje (instruktør Robert Dinesen, 1914) - De kære Nevøer (instruktør Alfred Cohn, 1914) - Eventyrersken (instruktør August Blom, 1914) - Fædrenes Synd (instruktør August Blom, 1914) - Stemmeretskvinden (instruktør Eduard Schnedler-Sørensen, 1914) - Stop Tyven (instruktør Sofus Wolder, 1914) - Hægt mig i Ryggen (instruktør Sofus Wolder, 1914) - En stærkere Magt (instruktør Hjalmar Davidsen, 1914) - Den mystiske Fremmede (instruktør Holger-Madsen, 1914) - Tøffelhelten (instruktør Robert Dinesen, 1914) - Tugthusfange No. 97 (instruktør August Blom, 1914) - Arbejdet adler (instruktør Robert Dinesen, 1914) | - Endelig alene (instruktør Holger-Madsen, 1914) - Man skal ikke skue Hunden paa Haarene (instruktør Sofus Wolder, 1914) - Trold kan tæmmes (instruktør Holger-Madsen, 1915) - Susanne i Badet (instruktør Lau Lauritzen Sr., 1915) - En Opstandelse (instruktør Holger-Madsen, 1915) - En Kone søges (instruktør Lau Lauritzen Sr., 1915) - Frierscenen (som Svendsen, teaterdirektør; instruktør Lau Lauritzen Sr., 1915) - Drankersken (instruktør Hjalmar Davidsen, 1915) - Hans Kusine (instruktør Lau Lauritzen Sr., 1915) - Godsforvalteren (instruktør Hjalmar Davidsen, 1915) - I Stjernerne staar det skrevet (instruktør Hjalmar Davidsen, 1915) - Pro Patria (instruktør August Blom, 1916) - Giftpilen (som Retssekretæren; instruktør August Blom, 1916) - En nobel Fødselsdagsgave (instruktør Lau Lauritzen Sr., 1916) - Fyrstindens Skæbne (som Murph, fyrstindens tjener; instruktør George Schnéevoigt, 1916) - Værelse Nr. 17 (som Shannon, advokat; instruktør Alexander Christian, 1916) - En uheldig Skygge (instruktør Lau Lauritzen Sr., 1916) - Pax Æterna (instruktør Holger-Madsen, 1917) - En ensom Kvinde (instruktør August Blom, 1917) - En tro og villig Pige (som Sæve-Søren; instruktør Oscar Stribolt, 1917) - Et livligt Pensionat (som Glad, magister; instruktør Lau Lauritzen Sr., 1917) - Hittebarnet (instruktør Holger-Madsen, 1917) - Je' sku' tale me' Jør'nsen (som Jørgensen, sporvejsskinnesliber; instruktør Lau Lauritzen Sr., 1917) - Ridderen af den bedrøvelige Skikkelse (som Esters far; instruktør Lau Lauritzen Sr., 1917) | - Under Kærlighedens Aag (instruktør Alexander Christian, 1917) - Ung og forelsket (instruktør Lau Lauritzen Sr., 1917) - Ansigtet lyver II (som Professor Villiers; instruktør Alexander Christian, 1917) - Favoriten (instruktør Robert Dinesen, 1917) - Telefondamen (instruktør Eduard Schnedler-Sørensen, 1917) - De mystiske Fodspor (som Tjener hos Grevinde Bleking; instruktør A.W. Sandberg, 1918) - Hatten med skatten (instruktør Lau Lauritzen Sr., 1918) - Dykkerklokkens Hemmelighed (som Carras, fisker; instruktør George Schnéevoigt, 1918) - Hendes stille Sværmeri (som etatsråd Sødesen; instruktør Lau Lauritzen Sr., 1918) - Præstens Datter (som skolelærer og degn; instruktør Holger-Madsen, 1918) - Prinsessens Tilbeder (som ærkehertug Karl Gundakar; instruktør Alexander Christian, 1918) - Zigeunerprinsessen (som Abel, gammel tjener; instruktør Emanuel Gregers, 1918) - Lykkens Blændværk (som Bihl, professor, Alvas musiklærer; instruktør Emanuel Gregers, 1919) - Han vil til Filmen (instruktør Lau Lauritzen Sr., 1919) - Et nydeligt Trekløver (instruktør Oscar Stribolt, 1919) - Manden, der sejrede (instruktør Holger-Madsen, 1920) - Den lille Don Juan (instruktør Lau Lauritzen Sr., 1920) - Pigen fra Sydhavsøen (instruktør A.W. Sandberg, 1922) - Den ædle Skrædder (instruktør Lau Lauritzen Sr.) - Da Tøffelhelten generalstrejkede (instruktør Lau Lauritzen Sr.) - Komtessen paa Steenholt (som Emil, tjener; instruktør Emanuel Gregers, 1939) |